# Misaki Morizono
Misaki Morizono (japanisch 森園 美咲 Morizono Misaki; * 16. April 1992 in Nishitōkyō, Präfektur Tokio) ist eine japanische Tischtennisspielerin.

## Karriere
Internationale Auftritte hatte Morizono erstmals im Jahr 2008. So konnte sie bei den Jugend-Weltmeisterschaften Bronze im Doppel und Silber mit der Mannschaft gewinnen. Im Mixed schied sie mit Kōki Niwa im Viertelfinale aus, im Einzel musste sie ebenfalls in der Runde der letzten acht das Handtuch werfen.
2009 nahm die Japanerin sowohl bei der Jugend-WM als auch bei der Erwachsenen-WM teil, konnte allerdings nur bei der Jugend-WM Edelmetall gewinnen. Durch starke japanische Konkurrenz hatte sie weniger internationale Einsätze, konnte aber unter anderem die Bulgaria Open 2016 im Doppel gewinnen. 2014 qualifizierte sie sich zudem für die World Tour Grand Finals, bei welchen sie das Achtelfinale erreichte.
In der Saison 2009/10 spielte sie mit der Mannschaft von Hannover 96 in der deutschen Damenbundesliga.

## Material
Morizono ist Angriffsspielerin. Als Holz verwendet sie den STIGA Clipper CR. Auf ihrer Vorhand vertraut sie auf den Tenergy 05, während sie auf der Rückhand ihres Schlägers mit dem Mizuno Booster EV spielt.

## Privat
Misaki Morizonos Brüder Masataka und Mizuki spielen ebenfalls international Tischtennis.

## Turnierergebnisse
| Verband | Veranstaltung            | Jahr | Ort                 | Land | Einzel        | Doppel        | Mixed         | Team   |
| ------- | ------------------------ | ---- | ------------------- | ---- | ------------- | ------------- | ------------- | ------ |
| JPN     | Weltmeisterschaft        | 2013 | Paris               | FRA  | keine Teiln.  | letzte 16     |               |        |
| JPN     | Weltmeisterschaft        | 2009 | Yokohama            | JPN  | keine Teiln.  |               | letzte 128    |        |
| JPN     | World Cup                | 2015 | Dubai               | SAU  |               |               |               | Bronze |
| JPN     | World Tour Grand Finals  | 2014 | Bangkok             | THA  | letzte 16     |               |               |        |
| JPN     | World Tour               | 2016 | Panagjurishte       | BUL  | letzte 64     | Gold          |               |        |
| JPN     | Jugend-Weltmeisterschaft | 2008 | Madrid              | ESP  | Viertelfinale | Bronze        | Viertelfinale | Silber |
| JPN     | Jugend-Weltmeisterschaft | 2009 | Cartagena de Indias | COL  | letzte 16     | Viertelfinale |               | Silber |
| JPN     | Jugend-Weltmeisterschaft | 2010 | Bratislava          | SVK  | Viertelfinale | Silber        |               | Gold   |